# 賽博安納金
賽博安納金 (Cyber Anakin 或 cyberanakinvader) 是一名骇客的化名，2016年他骇入数个俄罗斯网站的数据库以报复马来西亚航空17号班机空难事件。

## 生平
这骇客是以《星際大戰》裡的一名虛構人物達斯·維達/安納金·天行者为基础来设定自己的网络化名。
2016年2月，他骇入一个俄罗斯一间大学的数据库。之后，当时身为青少年的他又骇进了俄罗斯新闻网站/电子邮件提供商km.ru，以及電玩制造商Nival Networks，导致百万俄罗斯互联网用户的私人信息被泄露。他宣称他针对俄罗斯黑客攻击行为是他对2014年MH17事件的“复仇”。
澳洲电脑安全研究员Troy Hunt对km.ru和Nival Networks的数据库泄露事件表示了确认。
此外，他还对一些俄罗斯网站进行了分布式拒绝服务攻击，如卫星制造公司 "信息卫星系统Reshetnev"、莫斯科地铁和加里宁格勒区议会的网站。 最终，总部设在拉脱维亚的独立新闻网站"Meduza"利用KM.RU的数据泄露内容确定了IM Andrejs Strebkovs为一名多年来一直在骚扰俄罗斯、哈萨克斯坦和印度等多个国家的女棋手，向她们发送含有用过的避孕套的邮件的"国际象棋狂人"。
2018年，该骇客入侵了朝鲜的ournation-school.com，并将一个本应指向@Juche_School推特账号的链接改为了指向@Juche_School1，一个黑客自己控制的账号。该网站的主要作用是向国外用户宣传朝鲜的主体思想。Cyber Anakin对BBC宣称其入侵的动机为金正男遇刺事件。同年六月，他入侵了欧洲的一些电视机顶盒。通过机顶盒在电视屏幕上弹出信息，他呼吁用户反对当时即将在欧洲议会表决的数字化单一市场版权指令第 13 条。他声称这条法律会使得大量网站启用自动审查系统，从而威胁互联网生态。

### 后续活动
在乌克兰国际航空公司752航班被击落之后，该骇客破坏了伊朗胡齐斯坦水电组织的网站，并将航班遇难者的姓名放在其网页上。他的国籍被暗示但没有被证实是伊朗人。
自 2019 年以来，賽博安納金通过使用打印机黑客等方法参与了一项名为 #FreeHKSaveKorea 的努力，以传播一项建议，即使用前仁荷大学教授谢泼德-艾弗森（Shepherd Iverson）在《停止朝鲜! 解决朝鲜对峙问题的激进新方法》一书中的和平计划来诱使中国政府允许香港同意反对逃犯条例修订草案运动的部分或全部要求。在书中，艾弗森建议用1750亿美元的资金“买断朝鲜”，以实现朝鲜半岛的重新统一。不久之后，匿名者黑客组织在入侵联合国官网期间进一步传播了它。
在COVID-19疫情期间，賽博安納金参与了游戏的 OpenVaccine 项目，其目的平台 EteRNA 旨在协助创建 COVID-19 疫苗，他提交了一个解决方案。
2022年，他感染了COVID-19，作为报复他入侵了中国的计算机系统，包括政府网站、农业管理系统、煤矿安全接口、核电站接口和卫星接口。他还以污损页面的形式在这些系统上留下了 "纪念品"，其中包括各种中国分离主义运动的旗帜，特别是西藏、台湾、东突厥斯坦和南蒙古的旗帜，以及2019-2020年香港抗议活动期间使用的黑紫荆旗。除此之外，"纪念品" 中还有李文亮的纪念品和因COVID-19死亡的知名人士名单。

### 2022年俄罗斯入侵乌克兰
在俄罗斯入侵乌克兰发生后，他代表匿名者黑客组织破坏了五个俄罗斯网站，特别是俄罗斯重金属乐队Aria的网站。一个俄罗斯曲棍球网站、一个沛纳海手表爱好者网站、一个篮球队网站和一个教育组织网站，在纪念宇航员尤里·加加林的东方1号太空任务的宇航日。黑客网站上张贴的材料包括弹出的信息，如 "荣耀属于乌克兰! 光荣属于保卫者"，"我发现俄罗斯人缺乏道德感，令人不安", 以达斯-维德和'星球大战'歌曲"帝国进行曲"为主题的视频，网络游戏 "機器磚塊"，迪斯科歌曲"功夫格斗", 玻璃心 (黄明志歌曲)，大提琴家Yo-Yo Ma演奏的乌克兰国歌，以及显示戴着盖伊-福克斯面具的人物和缩写 "A.S.S. "的缩写，代表"匿名战略支持" (Anonymous Strategic Support)。除此之外，黑客还包括匿名者提出的 "战后解决方法" 清单；例子包括对MH17的受害者进行经济赔偿，在乌克兰被占领土建立联合国临时行政当局，就这些领土的地位进行全民投票，在该地区建立一个中立的安全地带， 向乌克兰提供至少700亿美元的货币赔偿用于重建，履行1956年苏日联合声明以推定解决千岛群岛争端，将一些俄罗斯南极基地割让给伊朗等国家，同意可能扩大联合国安理会，将巴西、南非和印度纳入其中，并将成功否决权的最低数量增加到两个或更多。此外，还有一些不寻常的做法，如汇集俄罗斯的资金，开发针对COVID-19的新疗法，如DRACO（双链RNA激活的caspase寡聚物）和长COVID实验性治疗药物BC 007，并在空间建造一个知识方舟，最好至少位于太阳系内小行星带的中间区域。

## 外界反应
2022年9月，賽博安納金的英文维基百科條目发生了编辑戰。作为回应，匿名者黑客组织对中国应急管理部的网站以及私营卫星公司微纳星空的系统进行了污损攻击，因为他们怀疑这次編輯戰的煽动者是中国特工。 该事件在台湾受到广泛关注。